# David Garedzja-klooster

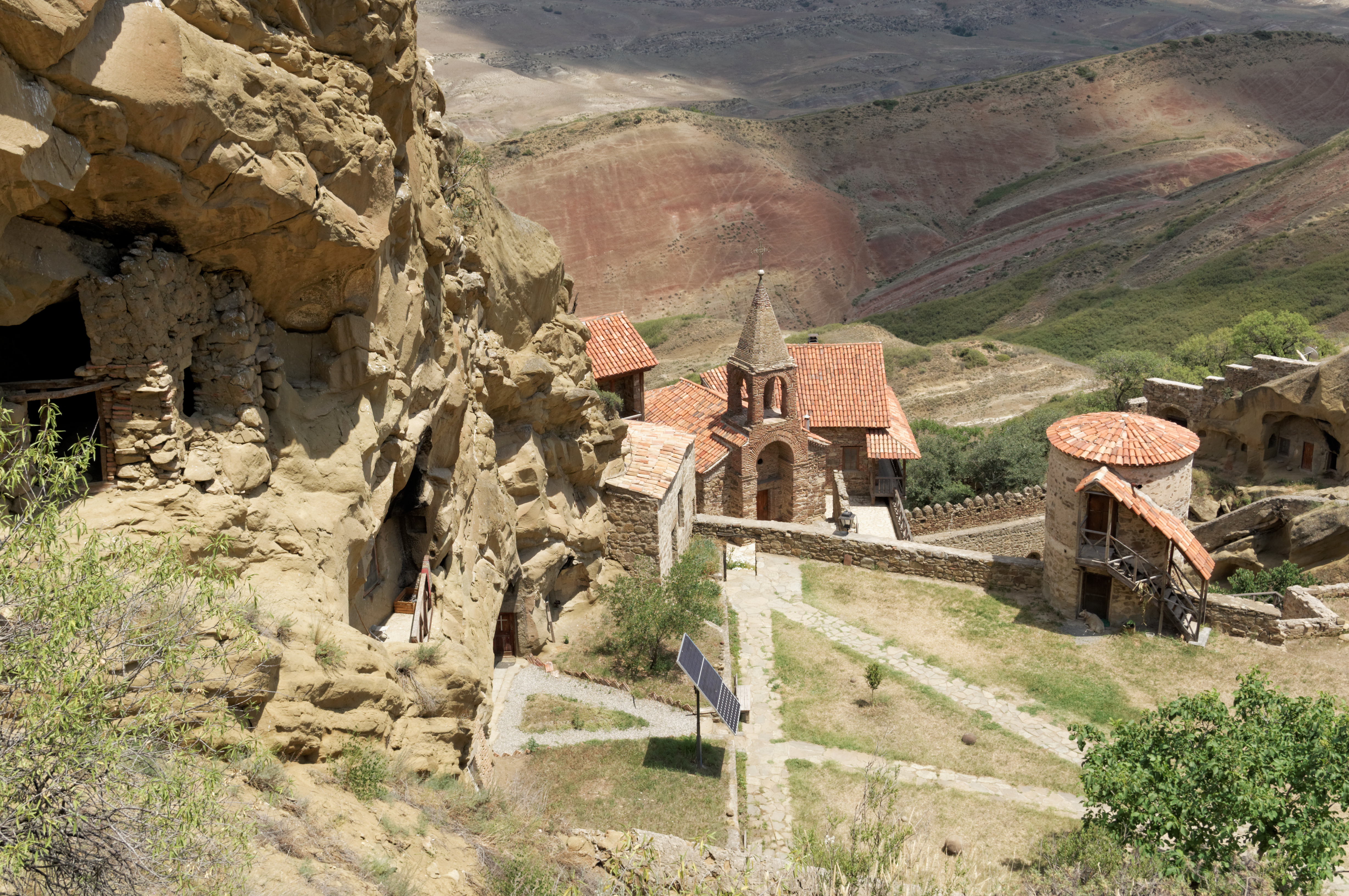
Het kloostercomplex

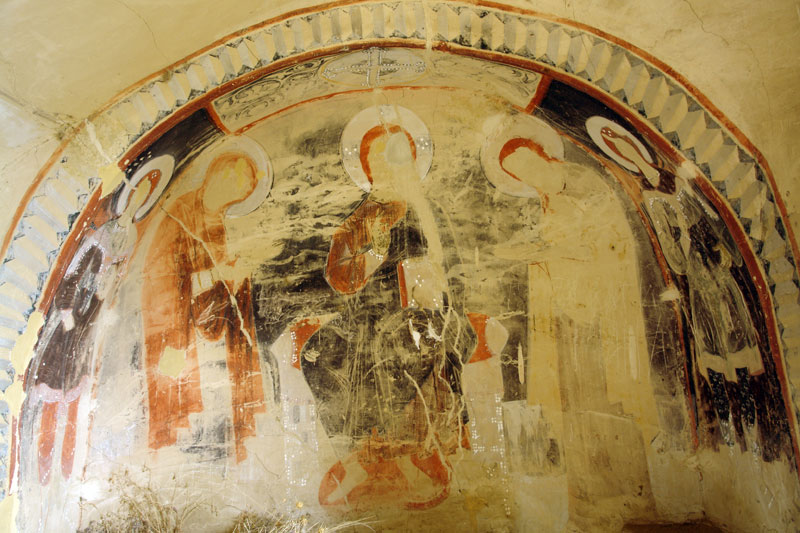
Een van de in het complex overgebleven fresco's

Het David Garedzja-klooster (Georgisch: დავითგარეჯის სამონასტრო კომპლექსი, Davitgaredzjis samonastro kompleksi; Azerbeidzjaans: Keşiş Dağ) is een in rots uitgehouwen Georgisch-orthodox kloostercomplex, gelegen in de gemeente Sagarejo in het zuidoosten van Georgië. Het kloostercomplex is gesitueerd op en in de hellingen van de berg Gareja en omvat honderden cellen, kerken, kapellen, refectoria en woonverblijven in de uitgeholde rotswand.
Een deel van het complex bevindt zich in het Azerbeidzjaanse district Ağstafa. Er woedt daarover een grensgeschil tussen de Georgische en Azerbeidzjaanse autoriteiten. Het gebied is ook de thuisbasis van beschermde diersoorten en het bewijs van enkele van de oudste menselijke bewoning in de regio.